# 湖江镇
湖江镇，是中华人民共和国江西省赣州市赣县区下辖的一个乡镇级行政单位。

## 行政区划
湖江镇下辖以下地区：
湖江社区、街坪村、新枫村、庄前村、松树村、下站村、镇江村、湖江村、夏府村、洲坪村、高道村、中芫村、牛岭村、联育村、古田村、石伍村、尧口村、小良村、上站村、文芬村、新富村、中塘村和湖田村。

## 中国传统村落
2013年8月，夏府村被评为第二批中国传统村落。